# Kozarac (Prijedor)
Pour les articles homonymes, voir Kozarac.
Kozarac , (en serbe cyrillique : Козарац) est une localité de Bosnie-Herzégovine. Elle est située dans la commune de Prijedor, dans la république serbe de Bosnie. Selon les premiers résultats du recensement bosnien de 2013, elle compte 4 818 habitants.

## Géographie
Kozarac se trouve au nord-ouest de la Bosnie-Herzégovine, dans la région de la Bosanska Krajina ; la localité est située sur les contreforts sud-ouest du massif de la Kozara, à 9 km de Prijedor et à 40 km de Banja Luka.

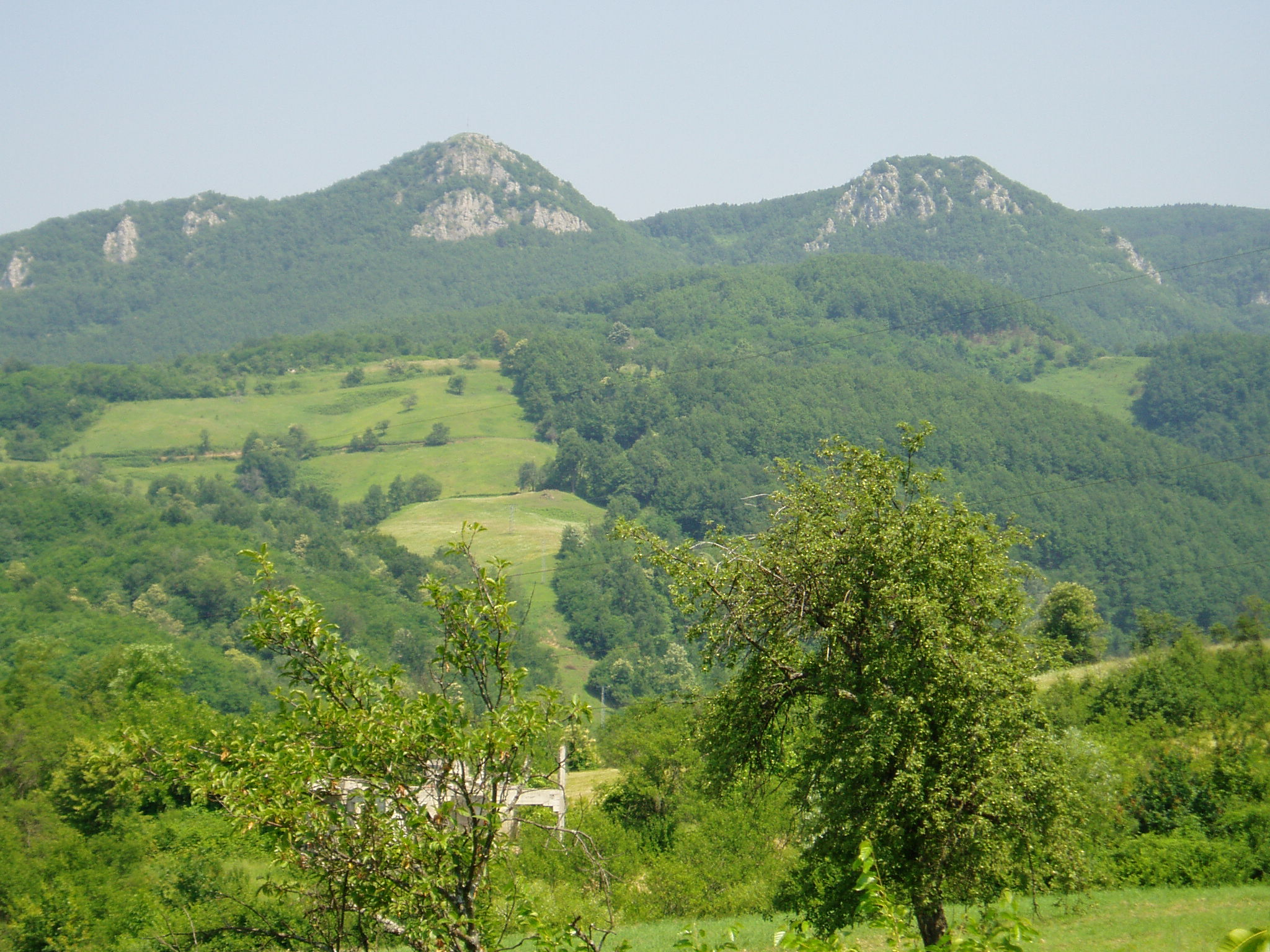
Versant de la Kozara, nommé Kozarački Kamen, au-dessus de Kozarac

La localité est située sur les bords de la Kozaračka rijeka, une rivière qui se jette dans le Gomjenica-kanal.

## Histoire
Kozarac est mentionné pour la première en 1334 sous le nom de Kozarac kurac et obtient le statut de « ville royale libre » (Libera villa) en 1360. Elle devient le centre administratif de la župa de Sana. Aux XIVe et XVe siècles, la localité dépend du royaume de Bosnie et du royaume de Hongrie.
En 1518, comme la majeure partie de la Bosanska Krajina, Kozarac passe sous la domination de l'Empire ottoman, dans lequel elle sera intégrée jusqu'en 1868. De 1687 à 1835, la localité est le siège administratif et judiciaire d'une « capitainerie » (kapetanija) qui porte son nom ; au cours de cette période, elle connaît un important développement. Le 7 avril 1851, à la suite d'une rébellion des Bosniaques, Kozarac est reprise aux insurgés et incendiée par Omer Pacha Latas, un général ottoman.
Le 6 septembre 1878, Kozarac est prise par les troupes austro-hongroises, ce qui met fin à 360 ans de présence ottomane. Par la suite, la localité perd progressivement de son importance.
En avril et mai 1992, au cours de la guerre de Bosnie-Herzégovine, Kozarac est encerclée par les troupes de l'Armée populaire yougoslave (JNA) et des unités de la république serbe de Bosnie qui entrent dans la ville le 26 mai ; beaucoup d'infrastructures sont détruites et une partie de la population est déportée dans les camps d'Omarska, Keraterm et Trnopolje. En tout, 1 800 personnes ont disparu ou ont été tuées dans la localité. Depuis 1998, on assiste à un retour massif des populations déplacées, avec la construction de maisons et la reconstruction des infrastructures.

## Démographie

### Évolution historique de la population dans la localité
| 1948 | 1953 | 1961  | 1971  | 1981  | 1991  | 2013  |
| ---- | ---- | ----- | ----- | ----- | ----- | ----- |
| -    | -    | 2 480 | 2 988 | 3 527 | 4 045 | 4 818 |

|  |

### Communauté locale
En 1991, la communauté locale de Kozarac comptait 8 038 habitants, répartis de la manière suivante :

## Économie
Une entreprise croate de chaussures a ouvert une succursale à Kozarac en 2007 ; l'entreprise autrichienne Austronet en a ouvert une en 2008. Récemment, en 2014, une société agricole appelée Arifagić Investment, créée par Jusuf Arifagić, a ouvert.

## Tourisme
Trois édifices de Kozarac sont inscrits sur la liste provisoire des monuments nationaux de Bosnie-Herzégovine : la forteresse, la chapelle Saint-Georges, située dans le cimetière de la localité, et l'église Saint-Pierre-et-Saint-Paul, une église orthodoxe serbe.

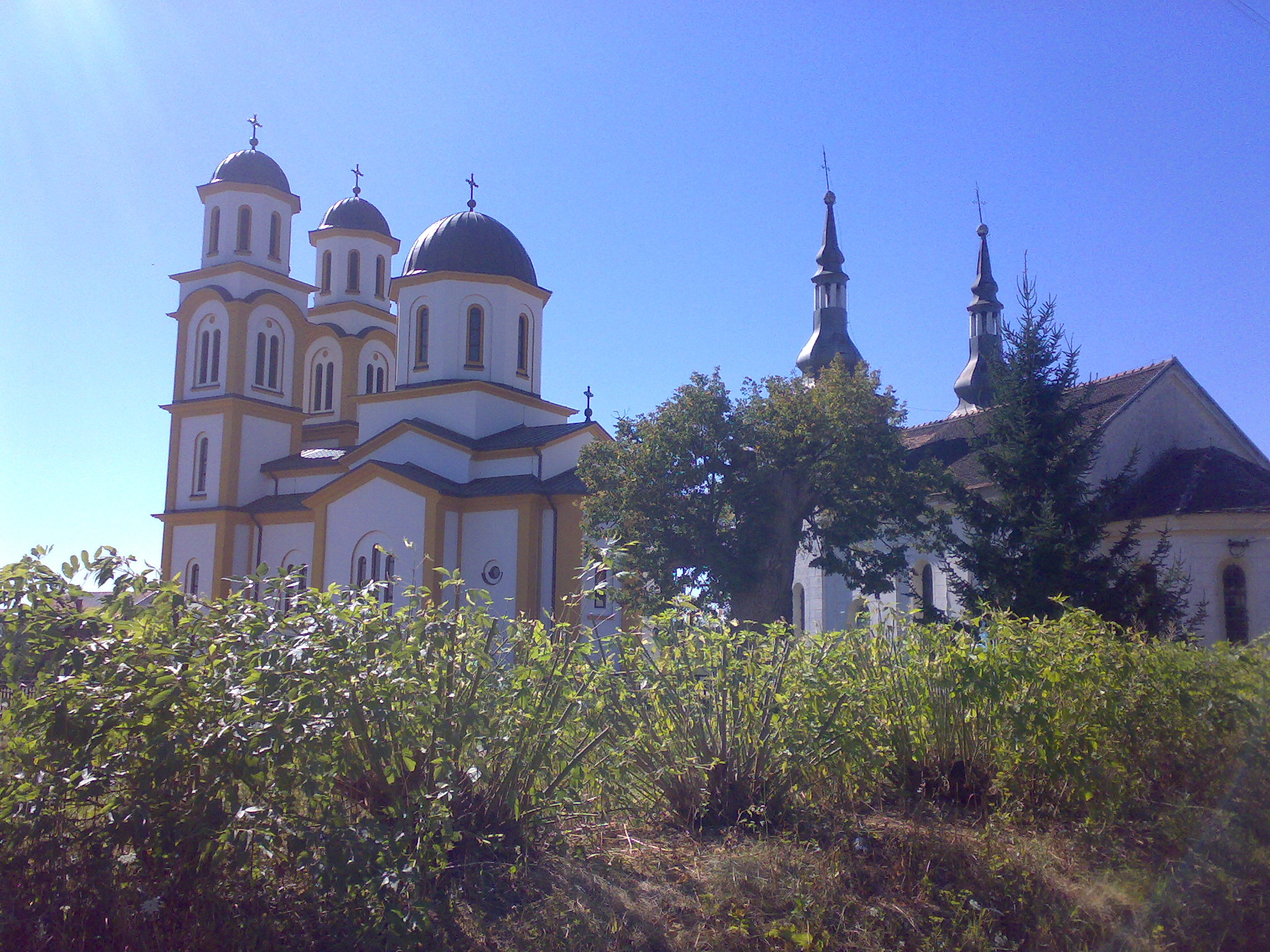
L'église Saint-Pierre-et-Saint-Paul

Kozarac constitue un point de départ pour des excursions dans le massif de montagnes de la Kozara et pour la visite du parc national de Kozara.

## Personnalités
- Duško Tadić (né en 1955), criminel de guerre
- Eldin Jakupović (né en 1984), footballeur
- Vehid Gunić, journaliste
- Fikret Hodžić, body builder professionnel

## Jumelage
- Villenave-d’Ornon  (France)